# Hagiografie

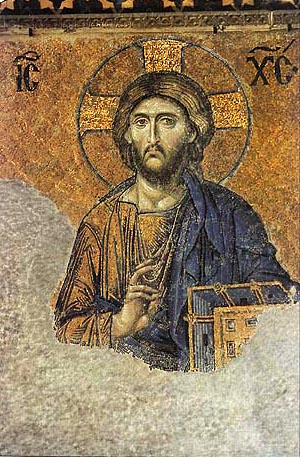
Exemplu de hagiografie vizuală greco-ortodoxă. Este un mozaic din Biserica Hagia Sophia din Istanbul, Turcia.

Hagiografia (sau hagiologia) este o ramură a teologiei, care se ocupă studierea vieții sfinților. Într-un sens mai larg, se referă și la biografii excesiv de înfrumusețate.
Hagiografiile creștine descriu în special viața și miracolele oamenilor canonizați de către Bisericile romano-catolică, anglicană și ortodoxă. Dar și alte religii, de exemplu budismul și islamul, au texte hagiografice ce descriu personaje care ocupă o poziție specială în religia respectivă.

## Istoria
În Biserica creștină timpurie, hagiografia ocupa un loc de seamă ca gen literar. În Imperiul roman, legende despre martiri creștini erau numite martirologii. În secolul al IV-lea, existau 3 tipuri de cataloage referitoare la viața sfinților:
- menaion: cataloage anuale calendaristice, numite (în limba greacă menaios înseamnă "lună") (biografii ale sfinților care se citeau în predici);
- synaxarion, sau versiuni scurte ale vieții sfinților, aranjate după dată;
- paterikon (în limba latină, pater înseamnă "tată"), sau biografii ale sfinților, alese după bunul plac al de autorului catalogului.

## Hagiografia în Biserica ortodoxă
În secolul al X-lea, un călugăr bizantin, Simeon Metaphrastes, a fost primul care a schimbat genul de descriere a vieții sfinților, dându-le un caracter moralizator și panegiric. Catalogul lui a devenit apoi standardul tuturol hagiografiilor din Europa de Vest și de Est.

## Din punct de vedere istoric
Genul literar a fost deseori folosit ca propagandă ecleziastică și politică. Așa stau lucrurile cu aproape toate mărturiile despre apostoli și sfinți: ele sunt mai degrabă fantezii teologice decât realități sau izvoare istorice, lucru pe care îl afirmă însăși o definiție a cuvântului „hagiografie” din Marele dicționar de neologisme. Hagiografiile, in special cele medievale, sunt folosite drept surse care puteau încorpora istoria instituțională și locală și ca izvoare istorice pentru practici religioase, obiceiuri și tradiții, mai degrabă decât izvoare istorice despre personajele lor principale. Astăzi, hagiografiile reprezintă o sursă istorică de mare valoare referitor la ideile sociale, viziunea asupra lumii și conceptele estetice ale perioadei respective.